# 미 페케냐 솔레다드
《미 페케냐 솔레다드》(스페인어: Mi pequeña Soledad)은 1990년 방영된 멕시코의 텔레노벨라이다.